# Рудник, Борис Львович
Бори́с Льво́вич Ру́дник (3 октября 1948, Чортков, Тернопольская область, Украинская ССР — 28 апреля 2019, Москва, Россия) — советский российский экономист-математик, кандидат экономических наук, ректор Югорского государственного университета (2008—2010), директор Институт управления государственными ресурсами НИУ ВШЭ (с 2010 года).

## Биография
Родился 3 октября 1948 года в городе Чортков, Тернопольская область, Украинская ССР, СССР.
В 1973 году окончил экономический факультет Московского государственного университета имени М. В. Ломоносова. Кандидат экономических наук. В 2000 году назначен проректором Высшей школы экономики. На этом посту сыграл ключевую роль в формировании эффективного бэк-офиса ВШЭ и в развитии исследований в области экономики образования.
Занимался научно-методическим обеспечением модернизации образования. Входил в рабочую группы Министерства экономического развития и торговли России по подготовке проектов федеральных законов, направленных на введение новых организационно-правовых форм в социальной сфере, в том числе в образовании (2001—2006).
В 2003 году назначен заместителем руководителя рабочей группы по реформированию профессионального образования, деятельность которой координировалась помощником Президента Российской Федерации Игорем Шуваловым, работал в группе до 2004 года. Входил в Экономический совет Федерального агентства по образованию с 2006 года и до своей кончины.
Также был членом Научно-координационного совета Федеральной целевой программы развития образования на 2006—2010 годы Министерства образования и науки России (с 2007 года) и членом Совета по высшему и послевузовскому профессиональному образованию Комитета по образованию Государственной Думы Российской Федерации (2006—2007).
26 августа 2008 года был назначен на должность исполняющего обязанности ректора Югорского государственного университета. Через год коллективом университета Борис Рудник был избран ректором этого университета.
В 2010 году вернулся в Высшую школу экономике, где возглавил Институт управления государственными ресурсами.
Написал более 70 научных работ, в том числе пять монографий.
Скончался 28 апреля 2019 года в Москве

## Память
- В 2019 году в НИУ ВШЭ учреждена стипендия имени Бориса Рудника, которая назначается студентам и аспирантам НИУ ВШЭ, показавшим наивысшие результаты в научной работе по тематике «Бюджетные отношения и экономика культуры».
- В 2019 году в НИУ ВШЭ учреждена премия имени Бориса Рудника для административных работников, инициативы или проекты которых привела к существенным положительным изменениям в работе университета[5].